# Ali Salehi
Seyed Ali Salehi (en persan : سید علی صالحی) né en avril 1954 au Khouzistan, est un poète et écrivain iranien contemporain. Il est l’un des fondateurs des mouvements contemporains iraniens de la "Vague Pure" (Moj e Nâb) et de la "Poésie de la Parole" (Sher e Goftar).

## Biographie

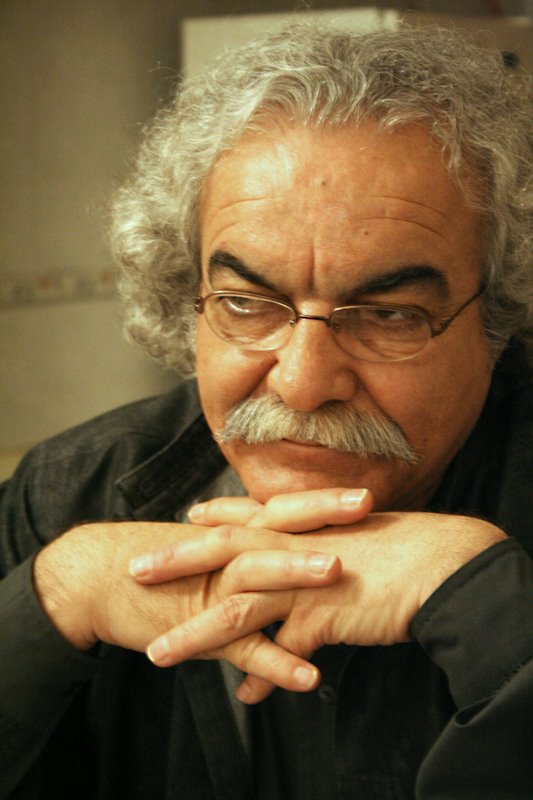
Seyed Ali Salehi

Salehi est une figure reconnue de la poésie persane contemporaine et est l'un des secrétaires de l'Association des Ecrivains Iraniens
Seyed Ali Salehi est né le 1er avril 1954 dans le village de Marghab, situé dans le district d'Izeh Bakhtiari, dans la province du Khuzestan, dans le sud de l'Iran, au sein d'une famille de paysans. Son père était agriculteur, poète et conteur du Shahnameh. 
Ses talents de poète se révèlent dès ses années de lycée, à travers des publications étudiantes et son premier journal poétique intitulé "la Cloche". C’est aussi durant cette période qu’il connaît ses premiers conflits avec les autorités : il est expulsé de son école, mais y retourne un an plus tard pour obtenir un diplôme en mathématiques,,.
Ses premiers poèmes sont publiés dans un journal local, alors même qu'il continue de travailler pour subvenir aux besoins de sa famille.
Au début des années 1970, aux côtés de Manoutchehr Atachi et d'autres jeunes poètes de sa génération, Syed Ali Salehi fonde le mouvement de la "Vague Pure" (Moj-e Näb). Ce mouvement vise à rendre la poésie accessible à l'homme de la rue en s'émancipant des formes traditionnelles pour mieux s'adapter à l'époque.
En 1978, Il devient lauréat du prix Fourough Farrokhzad et s'installe définitivement à Téhéran.
Dix ans après le mouvement de la "Vague Pure", qu'il a quitté entre-temps, il crée le courant de la "Poésie de la Parole" (Sher-e Goftar). Avec la même volonté d'exprimer la profondeur dans la simplicité des mots, Salehi utilise un langage quotidien et cherche à rapprocher la poésie de l'oralité pour mieux transmettre l'imagination du poète.
Il connaîtra un grand succès public, qui se prolongera dans les décennies suivantes.
En 2010 il est nommé pour le prix littéraire Nima, mais refuse cette nomination.
Syed Ali Salehi a été traduit en français, allemand, anglais, arabe, arménien, russe et kurde.